# Станче Ракић
Станче Ракић (Скопље, 1957) српска је сликарка македонског порекла. Активна је од више од једне деценије. Члан је Удружења ликовних уметаника „Луна Ниш“ од 2005. године. Учесник је више селектираних и ревијалних изложби чланова Удружења „Луна Ниш“ и ликовне колоније у Дивљани (Бела Паланка). До краја 2013. године своје слике излагала је на седам самосталних изложби. 

## Живот и каријера
Рођена је 27. априла 1957. године у Скопљу, Македонија, где је и живела до 1982. Од те године до данас живи и ствара у Нишу. Удата је за Милета Ракића, са којим има два сина. 
У ликовни живот Србије Станче Ракић се укључила, релативно касно, у својој 47 години живота, првим учешћем на групним изложбама 2005. године. Иако се релативно касно почела бавити сликањем, Станче иза себе има насликан велики број слика, које је до 2013. године приказала на више колективних и неколико самосталних изложби. За свој рад је и награђивана. 
Станчетов сликарски опус, припада малом уметничком кругу сликара који стварају искључиво прстима. Уз помоћ сопствених прстију, насликала је бројне пејзаже, мртве природе, апстрактне слике. 
| „ | Од кад је почела да се бави сликарством до данас, скоро увек у њеним радовима показује истраживачки дар трагајући за новим уметничким просторима на тематском и формалном плану. Склона истраживању у њеном ликовном изразу, боја постаје знаковни говор обогаћен сопственим емоцијама. Свака композиција је одраз њене емоције, било да се ради о мртвој природи, пејзажу или апстракцији. Инспиративно користи познати мотив цвеће. Ту своју инспирацију оплемењује сликарском слободом. | ” |

Станче не копира нити подржава неког сликара, већ свој лични доживљај преноси, на само њој специфичан начин, на сликарску подлогу, у складу са тренутком и чулним догађајем у коме је слика настала.

## Самосталне изложбе
- 2013. Ресен, Македонија, Домот на Култура „Драги Тозија“, „Синфонја во Боја“.
- 2013. Ниш, Студентски културни центар.
- 2013. Бела Паланка, Галерија ЦЗК.
- 2012. Београд, Галерија „ИКАР“.
- 2007. Ниш, Општина Медијана.
- 2007. Београд, Међународни прес центар.
- 2007. Ниш, Студентски културни центар.
- 2006. Ниш, Аеродром, војнички клуб.

## Учешће на изложбама и ликовним колонијама
- Учествовала на Селектираним изложбама чланова Удружења Луна Ниш, од 2005. године 6 пута.
- Учествовала на Ревијалним изложбама чланова Удружења Луна Ниш, од 2006. године 6 пута.
- Учествовала на Ликовној колонији у Дивљани (Бела Паланка).

## Награде
- Златна медаља у Будимпешти 2009. године,
- Друго место на изложби у Чоки 2009. године.